# دفتر برنامه‌های دادگستری
دفتر برنامه‌های دادگستری یک سازمان زیر نظر وزارت دادگستری ایالات متحده آمریکا است که بر پیشگیری از بزهکاری تمرکز می‌کند. این کار با تحقیق و توسعه، کمک به سازمان‌های عدالت کیفری ایالتی، محلی، و سرخ‌پوستی، مانند سازمان‌های اجرای قانون، اصلاح و تربیت، و بزهکاری نوجوانان، از طریق فدرال گرنت و کمک به قربانیان بزه انجام می‌شود.
دستیار دادستان کل ایالات متحده آمریکا دفتر برنامه‌های دادگستری را مدیریت می‌کند.
از ۱۹۶۵ (میلادی) تا ۱۹۶۸ (میلادی) دفتر دستیاری در اجرای قانون وجود داشت. اداره دستیاری در اجرای قانون، بر پایه لایحه خیابان‌های ایمن و کنترل چندگانه بزهکاری (۱۹۶۸) بنیان‌گذاری و در سال ۱۹۸۲ (میلادی) منحل شد و تا ۱۹۸۴ (میلادی) دفتر آمار، پژوهش، و دستیاری دادگستری، جای آنرا گرفت. از ۱۹۸۴ تاکنون، دفتر برنامه‌های دادگستری، فعالیت می‌کند.

## سازمان

### رهبری
- دفتر دستیار دادستان کل ایالات متحده آمریکا

### اداره‌ها
- اداره دستیاری دادگستری
- اداره آمار دادگستری
- موسسه ملی دادگستری
- دفتر قربانیان بزهکاری
- دفتر دادگستری نوجوانان و پیشگیری از بزهکاری
- دفتر محکوم کردن، نظارت، دستگیری، ثبت، و ردگیری متهمان آزار جنسی

### دفترهای بازرگانی
- دفتر مدیریت
- دفتر مدیر مالی ارشد
- دفتر مدیر ارشد اطلاعات
- دفتر حقوق مدنی و سیاسی
- دفتر مشاور عمومی
- دفتر ارتباطات
- دفتر فراهم‌آوری فرصت‌های کاری برایر
- دفتر بازرسی، ارزیابی، و مدیریت[۴]